# Szenegál a 2010. évi téli olimpiai játékokon

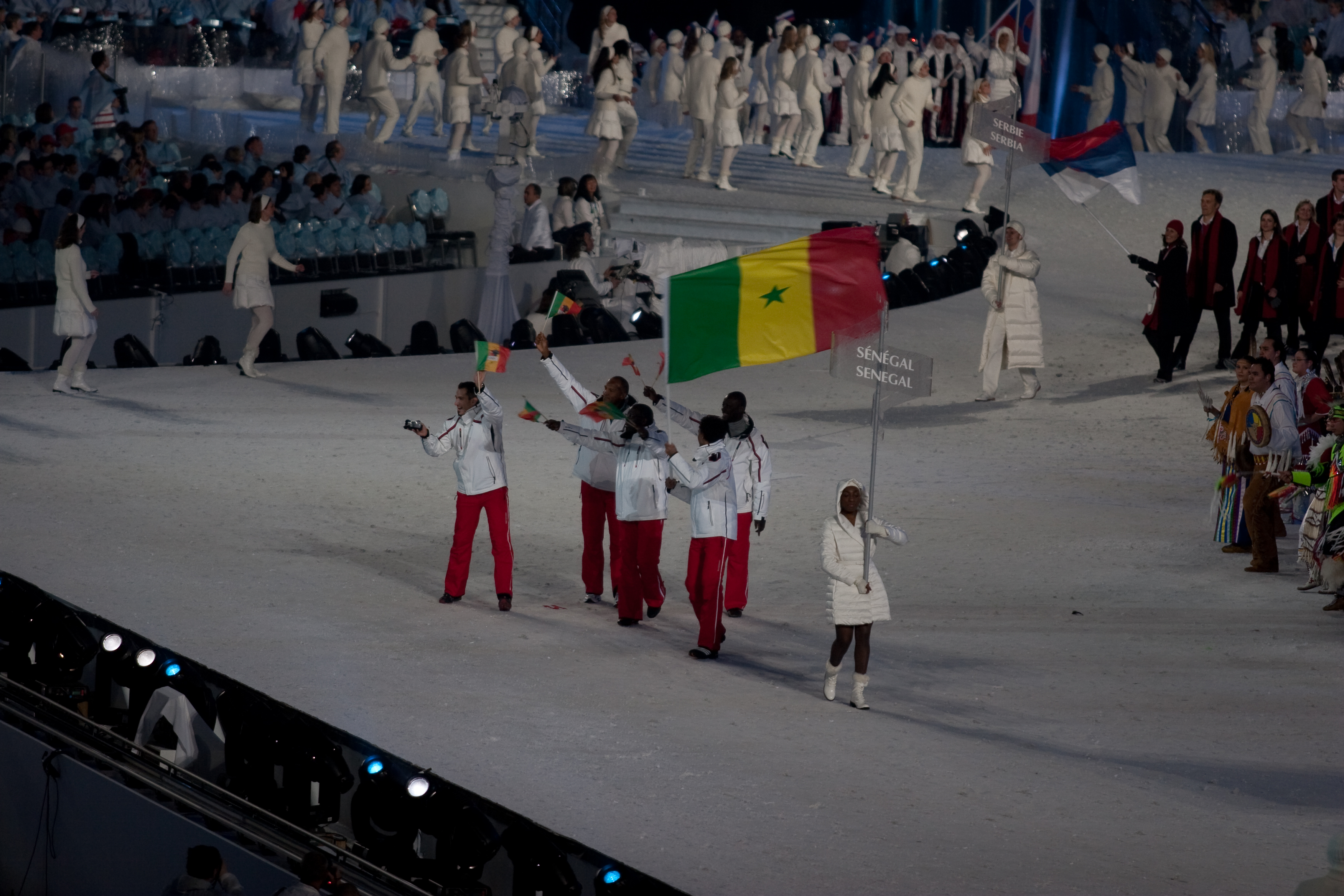
Szenegál olimpiai küldöttsége a megnyitón

Szenegál a kanadai Vancouverben megrendezett 2010. évi téli olimpiai játékok egyik részt vevő nemzete volt. Az országot az olimpián 1 sportágban 1 sportoló képviselte, aki érmet nem szerzett.

## Alpesisí
Férfi
| Versenyző  | Versenyszám      | 1. futam      | 1. futam      | 2. futam | 2. futam | Összesítés | Összesítés |
| Versenyző  | Versenyszám      | Idő           | Hely.         | Idő      | Hely.    | Idő        | Helyezés   |
| ---------- | ---------------- | ------------- | ------------- | -------- | -------- | ---------- | ---------- |
| Leyti Seck | Óriás-műlesiklás | 1:32,32       | 85.           | 1:33,82  | 70.      | 3:06,14    | 73.        |
| Leyti Seck | Műlesiklás       | nem ért célba | nem ért célba | kiesett  | kiesett  | kiesett    | kiesett    |